# Kościół św. Piotra w Lipsku
Kościół św. Piotra (niem. Peterskirche) – neogotycka świątynia znajdująca się w niemieckim mieście Lipsk, pośrodku Gaudigplatzu. Zaprojektowana przez Augusta Hartela i Constantina Lipsiusa, pierwszy luterański kościół w mieście wybudowany od czasów reformacji.

## Historia
W X wieku w okolicach obecnego kościoła znajdowała się osada rybacka nad rzeką Pleiße. Przyjęło się uznawać, iż pierwszą, drewnianą świątynię ufundował margrabia Konrad Wielki. Znajdowała się ona pośrodku dzisiejszego Wilhelm-Leuschner-Platzu. Budynek wzmiankowany jest w 1213 roku, kiedy to Dytryk I Zgnębiony przyporządkował go nowo utworzonemu klasztorowi augustianów św. Tomasza. 
W 1507 roku na skraju murów miejskich wzniesiono tzw. stary kościół św. Piotra, trójnawowy gotycki kościół halowy. Funkcjonował on do wprowadzenia reformacji w 1539 roku, następnie służył jako magazyn wapna i budynek koszarowy. W 1700 roku August II Mocny planował przekazać dawną świątynię hugenotom, lecz projekt nie doszedł do skutku z powodu oporów rady miejskiej i środowiska uniwersyteckiego. Po renowacji z lat 1710–1712 w gmachu urządzono salę katechetyczną. Od 1876 budynek służył jako kościół parafialny nowo powstałej parafii, lecz z powodu rozwoju miasta na południe od początku był zbyt mały, by pomieścić wszystkich wiernych.
Prace nad projektem nowej świątyni rozpoczęto w 1877 roku, w konkursie architektonicznym wzięło udział 291 architektów. W skład jury wchodzili architekci: Theophil Edvard Hansen (początkowo Gottfried Semper), Georg Hermann Nicolai (początkowo Friedrich Adler) i Friedrich von Schmidt. Ze względu na kłopoty z wyborem jednego zwycięskiego projektu zdecydowano się zatrudnić dwóch uczestników konkursu: Augusta Hartela i Constantina Lipsiusa, którym zlecono opracowanie wspólnego projektu świątyni. Kamień węgielny wmurowano 17 września 1882 roku, a 27 grudnia 1885 roku konsekrowano ukończoną świątynię. Jest to pierwszy kościół luterański wzniesiony w Lipsku od czasów reformacji. Gotyckiego poprzednika rozebrano w 1886 roku, na jego miejscu wznosi się dziś siedziba Musikschule Johann-Sebastian-Bach. Kościół wyremontowano na początku XX wieku.
W 1943 roku, podczas II wojny światowej, całkowicie zniszczony został dach kościoła, w mniejszym stopniu ucierpiały również kaplice boczne, okna, mury zewnętrzne i organy. W 1954 roku, z okazji odbywającego się w Lipsku Deutscher Evangelischer Kirchentag, przy wsparciu ze strony Kościoła Szwecji odbudowano dach i przystosowano budynek do użytkowania. W latach 1973–1976 odrestaurowano dach i kaplice boczne, a w 1990 roku rozpoczęła się kolejna renowacja. W 2005 roku rozebrano będący w złym stanie technicznym hełm wieży, w 2007 roku ukończono jego odbudowę.

## Architektura i wyposażenie
Wygląd neogotyckiej świątyni wzorowano zarówno na niemieckiej tradycji, jak i katedrach francuskich. Budynek halowy, trójnawowy, z 88-metrową wieżą. Dwie niższe wieże flankują fasadę, udekorowaną figurami: świętych Pawła, Piotra i Jana, proroków Melchizedeka, Mojżesza i Abrahama oraz Jezusa Chrystusa pośrodku. Szczyt fasady wieńczy figura anioła. Fasadę zdobi również witraż z postacią króla Dawida. Zachodnią elewację nawy południowej doświetla witraż z wizerunkami elektorów: Jana Fryderyka I i Jana Stałego, a północnej – Marcina Lutra i Filipa Melanchtona. Witraże po południowej stronie ukazują wydarzenia starotestamentowe, a po północnej – nowotestamentowe. We wschodniej części świątyni znajduje się z kolei witraż ze sceną Przemienienia Pańskiego. Dzisiejszy wygląd witraży jest efektem rekonstrukcji z lat 1998–2010.
Nawa główna ma długość 30 m, szerokość 17 m i wysokość 26 m. Sklepienie wykonano z cegły, wspierają je piaskowcowe żebra. W prezbiterium ulokowano ołtarz i ambonę, wykonane z wapienia wydobytego w Savonnières-en-Perthois. Ołtarz zdobi kompozycja rzeźbiarska ukazująca Chrystusa łamiącego chleb swoim uczniom w Emaus. Odległość od wejścia do ołtarza wynosi 41,8 m. Posadzkę o powierzchni 670 m² częściowo pokrywają zachowane XIX-wieczne kafelki, wykonane w fabryce Villeroy & Boch. Pierwotne 60-głosowe organy Wilhelma Sauera z 1885 roku zostały zniszczone podczas bombardowania z 1943 roku. Na emporze ustawiono organy przeniesione w 1968 roku z kościoła uniwersyteckiego przed jego wysadzeniem, pochodzące z drezdeńskiego warsztatu Julius Jahn & Sohn.
W południowo-wschodniej części świątyni ulokowano baptysterium na planie ośmiokąta, ozdobione wewnątrz odrestaurowanymi w latach 1995–1996 freskami ukazującymi: Chrzest Pański, namaszczenie Chrystusa w Betanii, przypowieść o synu marnotrawnym oraz przypowieść o faryzeuszu i celniku. Ściany dekorują również liczne złocenia, nietypowe dla protestanckiej świątyni. We wschodniej części ustawiono niewielki, piaskowcowy ołtarz. Prace rekonstrukcyjne w baptysterium trwały do 2005 roku.

## Galeria

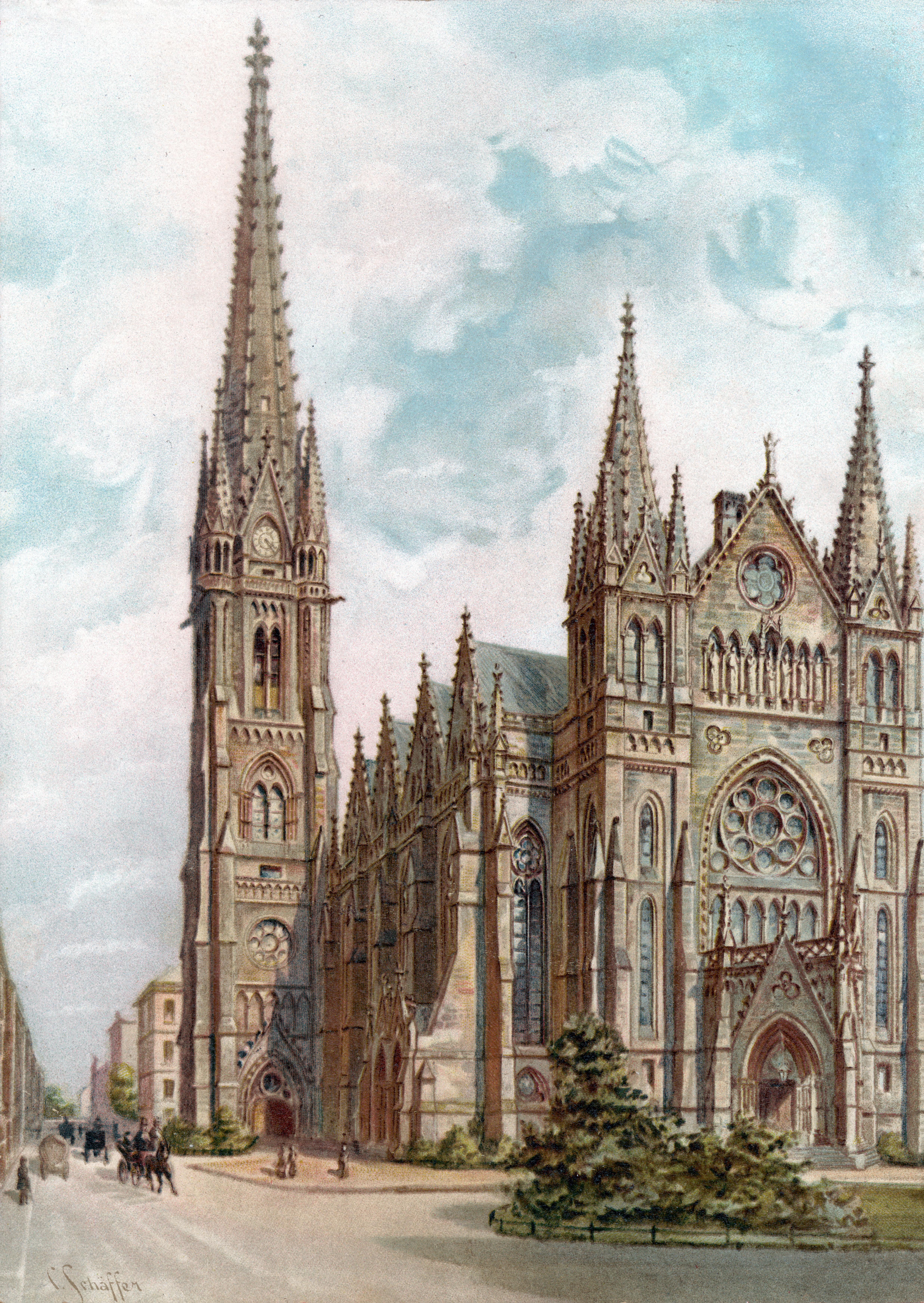
Widok w 1898 roku
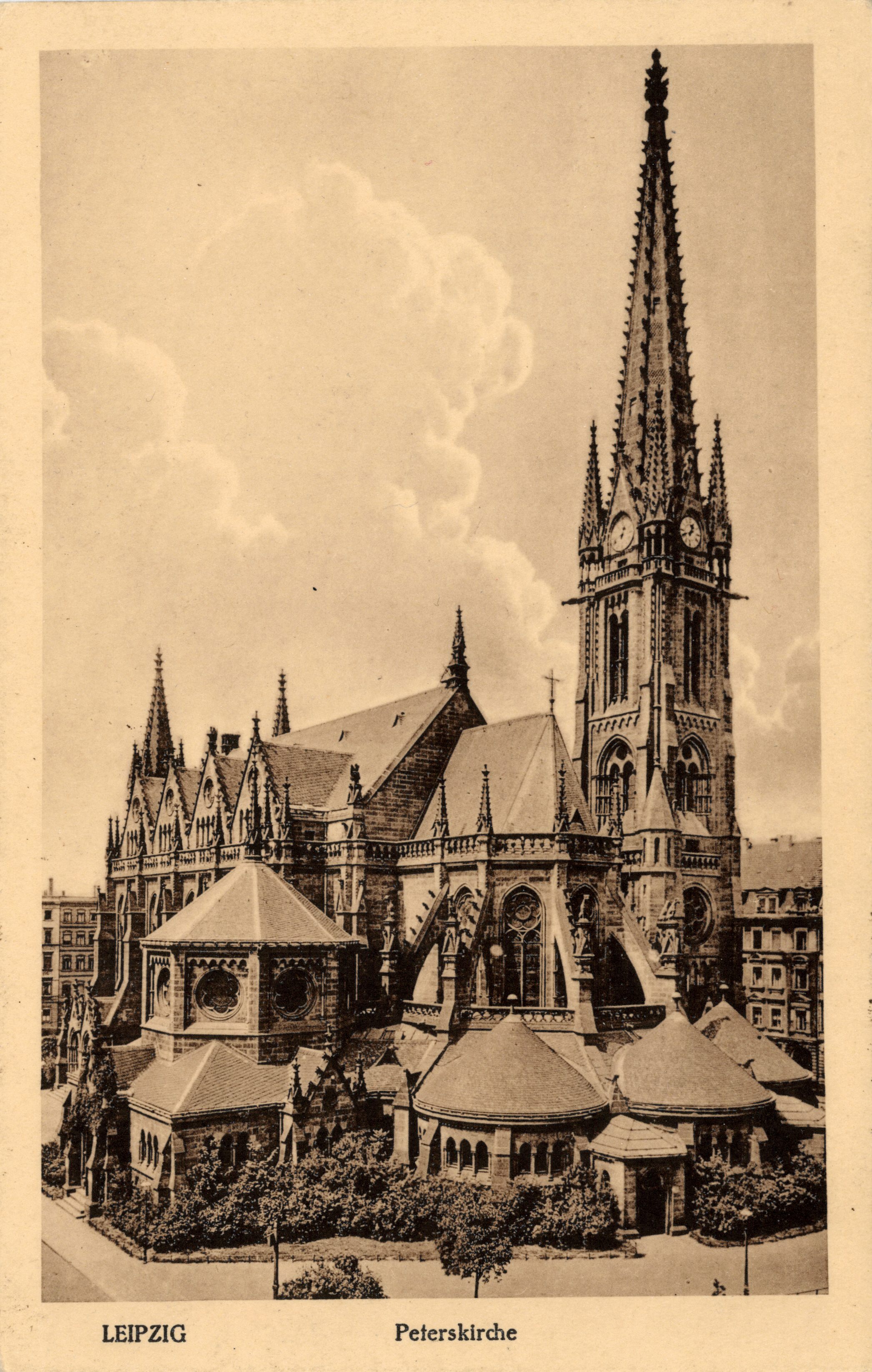
Widok w 1910 od strony prezbiterium
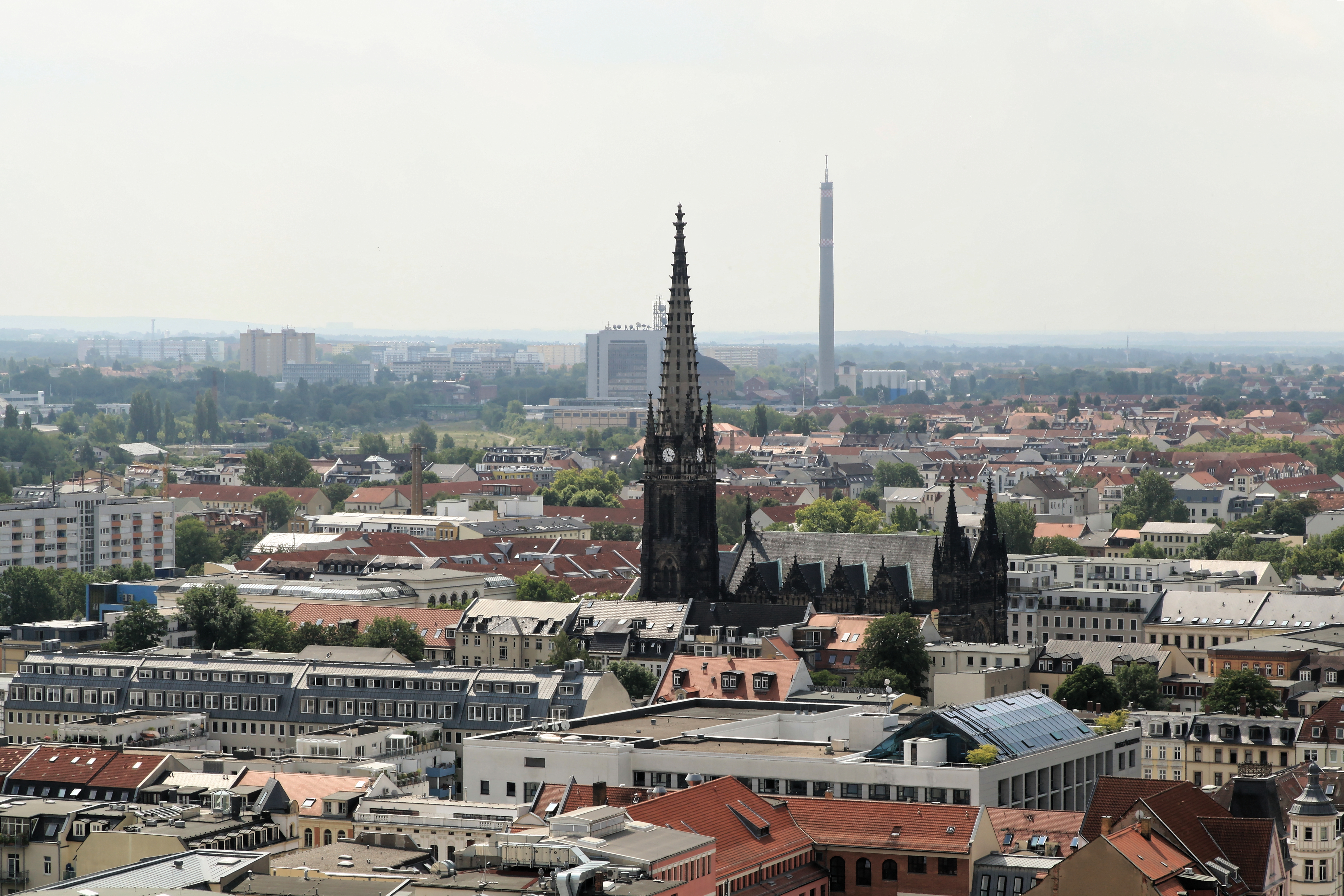
Widok z wieży Nowego Ratusza(inne języki)
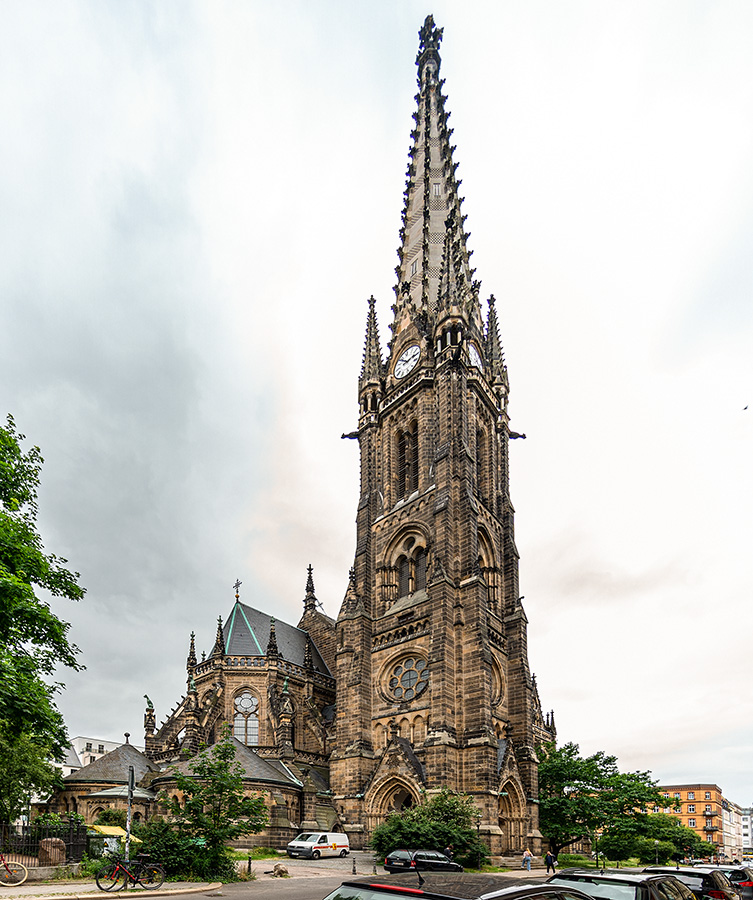
Wieża
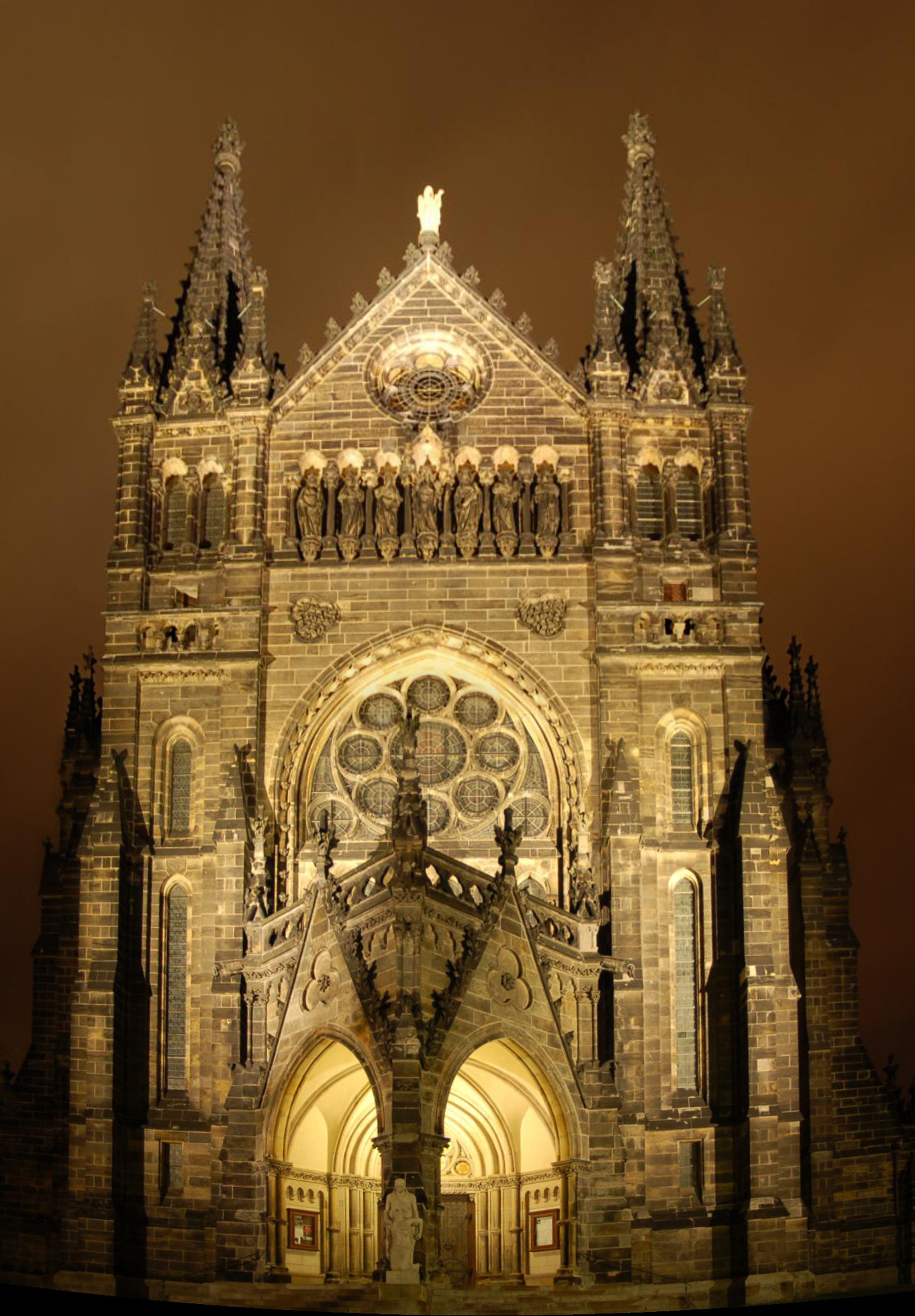
Fasada
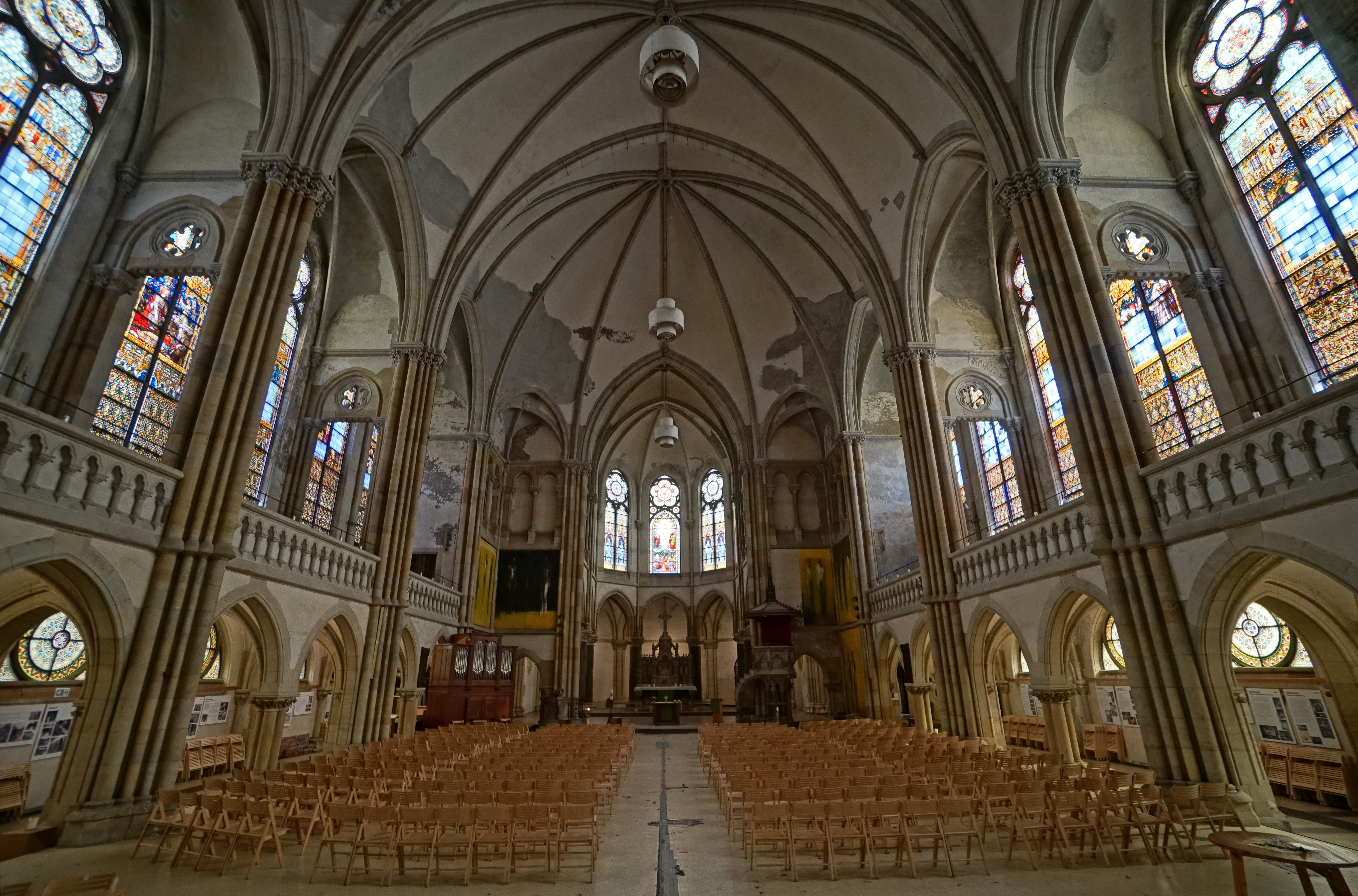
Wnętrze w kierunku ołtarza
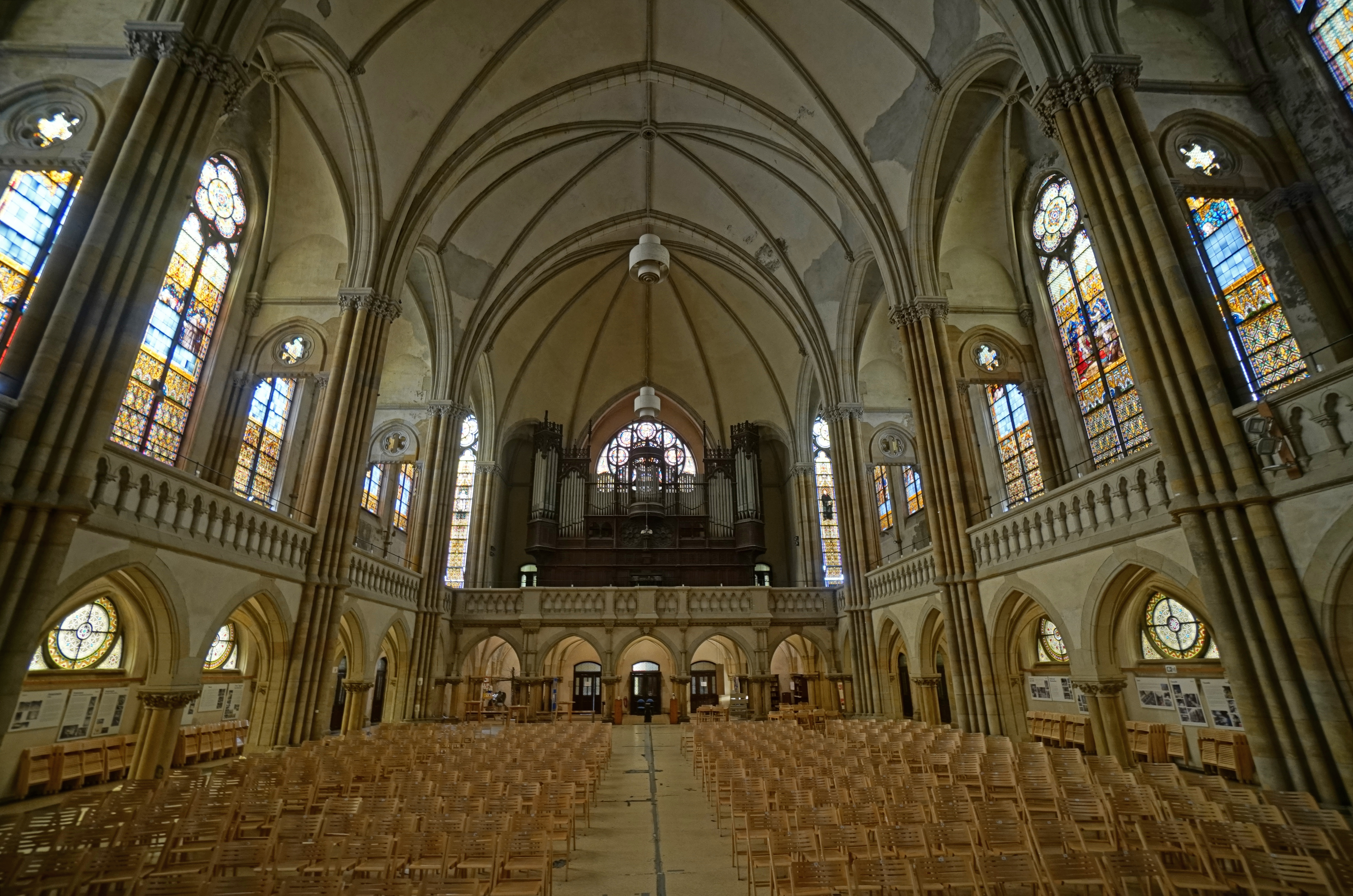
Wnętrze w kierunku organów